# Benigno Posada Galís
Benigno Posada Galís, (Tacna, Perú,  1820 - Iquique, Chile, 1903). Hijo de Nicolás Posada y Clarisa Galís. Contrajo matrimonio con Luisa Cáceres Etchepare (1844).
Estudió en Tacna y en Lima. Se especializó en jurisprudencia en la Universidad de San Marcos de Lima, pero no terminó sus estudios. Se instaló en Arica donde comenzó a trabajar como administrador portuario y luego se adentró en la administración salitrera.
Fue nombrado el primer Alcalde de la Municipalidad de Iquique (1877-1878).